# Dobozy Imre (író)
Dobozy Imre (Vál, 1917. október 30. – Budapest, 1982. szeptember 23.) Kossuth- és József Attila-díjas magyar író, újságíró.

## Életpályája

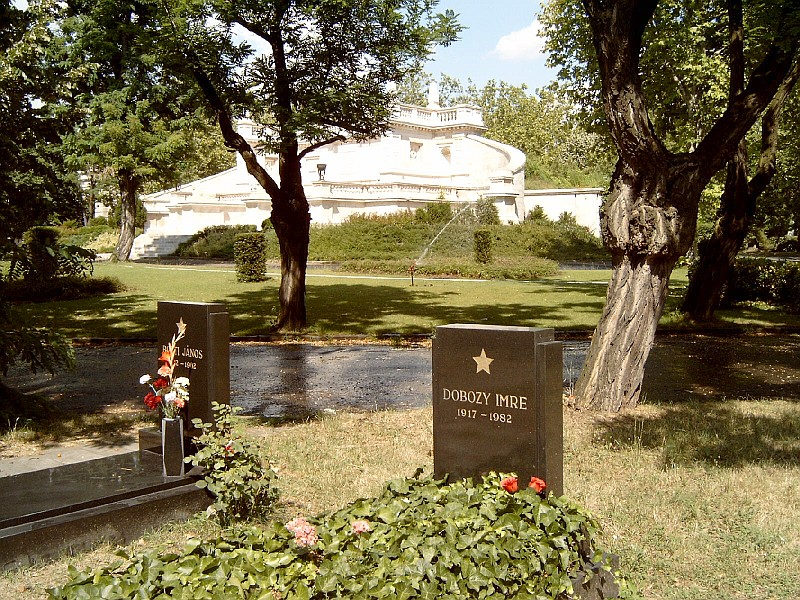
Sírja Budapesten, a Kerepesi temetőben

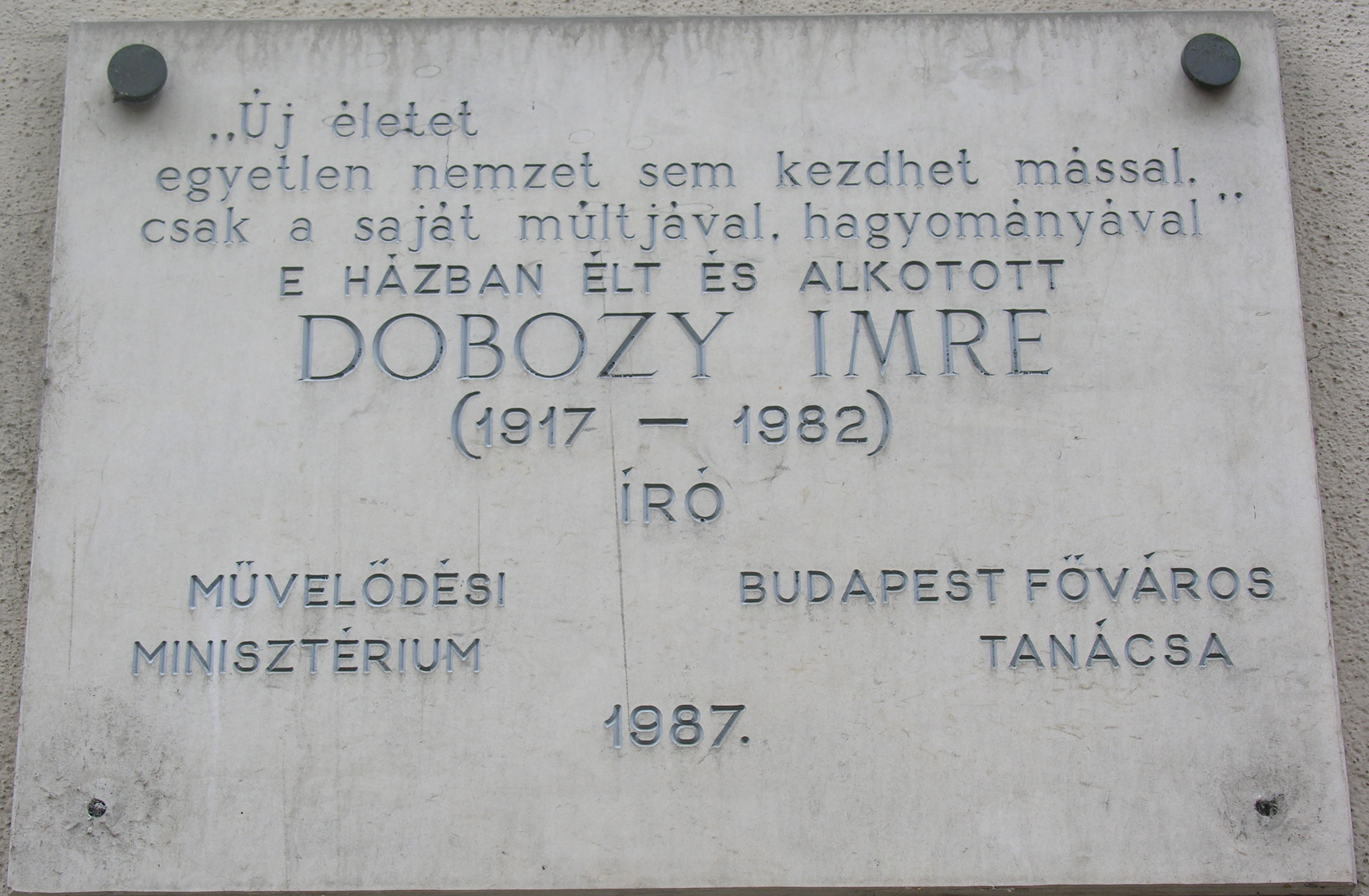
Emléktáblája egykori lakhelyén, a Szent István park 15. szám alatt

1935-től tanárképzőbe járt, majd könyvelő volt a Hitelbanknál. Részt vett a falukutató mozgalomban. 1942–1943 között katona volt. 1944-ben ismét bevonult, átállt a szovjet hadsereghez. 1945-től a Buda környéki járás MKP-titkára volt. 1947–1959 között a Szabad Föld, a Szabad Nép és a Népszabadság munkatársa. 1959-1973 között a Magyar Írók Szövetségének főtitkára, 1975–1981 között elnöke volt. 1961–1963 között az Élet és Irodalom főszerkesztője. A Fiumei úti sírkertben, a nagy munkásmozgalmi parcellában temették el.

## Költészete
Verseit a Válasz, a Pesti Hírlap, az Új Idő közölte; kötetben is megjelentek (Június, 1938) . Írt a századvégi agrármozgalomról (Azért a víz az úr, 1950) . A riportszociográfia műfajának megújításával kísérletezett (Túrkeve, 1951; Az új Túrkeve, 1952) . 1956 után a drámai helyzeteket is derítő humorral számolt be a TSZ-szervezések újabb fordulóiról (Tegnap és ma, 1960; Hegyoldal, 1961) . Írásainak másik nagy témaköre a második világháború. Kötelező jellegű váltakozása (A fegyverek beszéltek, 1955) után gazdagon, önéletrajzi elemekkel dúsítva eleveníti meg a háborús életet. Nemzeti lelkiismeret-vizsgálatot tart a Kedd, szerda, csütörtök (1967) lapjain, köztük az önironikus A tizedes meg a többiek (1965) című filmen és színpadon is sikeres kalandregényében. A Hatalom nélkül (1979) és az A lét alatt (1981) című regényei a háborút követő korszak politikai harcait beszélik el. Drámaíróként az 1956-os eseményekről a hivatalos következményeket kielégítő Szélviharral jelentkezett (1958, ebből film is készült; Tegnap) . A Holnap folytatjuk (1963) az értelmiség helyzetéről beszél. Az Eljött a tavasz (1969) a nemzeti és történelmi önvizsgálat drámája. Műveit több külföldi színház is bemutatta. Filmforgatókönyveket is írt (Zápor; 1960, Hattyúdal; 1964) .

## Művei
- Június. ifj. Ambrózy Ágoston, Békeffy Gábor, Dobozy Imre, Puszta Sándor, Rolla Margit, cserei Szász László, Taksonyi Pál, Turbók Gyula versei; Bartha Miklós Társaság, Bp., 1941
- Két világháború; Szikra, Bp., 1947 (Szabad Föld téli esték könyvei)
- A parasztság küzdelmei a Horty-rendszer alatt; MKP Országos Oktatási Osztálya, Bp., 1947 (Oktatási füzetek Falusi tanfolyam Politikai ismeretek)
- A parasztság jelene és jövője; Szikra, Bp., 1948 (Szabad Föld téli esték könyvei)
- A magyar demokrácia három éve; Országos Szabadművelődési Tanács, Bp., 1948 (A szabadművelődés kis könyvtára)
- Műtrágyázás – jobb termés; Országos Tervhivatal, Bp., 1948
- A feketeéri táblás; Dolgozó Parasztok Országos Szövetsége, Bp., 1949
- Új élet a reménypusztai "Új élet" termelőcsoportban; Athenaeum, Bp., 1950 (Mezőgazdasági kiskönyvtár)
- "Azért a víz az úr". Századvégi agrármozgalmak Magyarországon; Athenaeum, Bp., 1950
- Túrkeve; Művelt Nép, Bp., 1951
- Új vetés nő a Kunságon; Művelt Nép, Bp., 1951
- Az új Túrkeve; Művelt Nép, Bp., 1952
- A szent kút; Művelt Nép, Bp., 1952
- Tavaszi szél; Országos Béketanács, Bp., 1952 (Békebizottságok kiskönyvtára)
- Felhő és napsütés; Művelt Nép, Bp., 1953
- Pártmunka egy nyírségi termelőszövetkezetben Sóstóhegy; Szikra, Bp., 1954
- Így harcolnak Dégen a mezőgazdaság felvirágoztatásáért, a jólétért; Szikra, Bp., 1954
- Más kézben a fegyver; Belügyminisztérium Országos Rendőrkapitányság Politikai Osztálya, Bp., 1955?[4]
- Moszkvai utazás; Szikra, Bp., 1955
- A fegyverek beszéltek. Szerencsés Ferenc naplója; Szikra, Bp., 1955 (Érdekes könyvek)
- Mindennapi történetek; Szikra, Bp., 1956
- Este az alvégen; Szikra, Bp., 1956
- A tapolcai vár; Kossuth, Bp., 1957
- Szélvihar. Dráma; rendezői tan. Kemény György, a díszletterv. Blanár György; Népművelési Intézet, Bp., 1958 (Színjátszók kiskönyvtára)
- Tanya a viharban (filmforgatókönyv, 1958)
- Tegnap és ma. Regény és elbeszélések; Szépirodalmi, Bp., 1960
- Virrad (filmforgatókönyv, 1960)
- Zápor (filmforgatókönyv, 1960)
- Hegyoldal. Regény; Szépirodalmi, Bp., 1961
- Holnap folytatjuk. Színmű; Szépirodalmi, Bp., 1963
- Hattyúdal (filmforgatókönyv, 1964)
- Váltás (filmforgatókönyv, 1964)
- Az idegen ember (TV-film, 1964)
- Két találkozás (TV-film, 1965)
- A tizedes meg a többiek (filmforgatókönyv, 1965)
- Mai magyar drámák / Dobozi Imre: Szélvihar / Darvas József: Kormos ég; Szépirodalmi, Bp., 1965 (Diákkönyvtár)
- Egy nap a paradicsomban (TV-film, 1967)
- Kedd, szerda, csütörtök; Szépirodalmi, Bp., 1966
- Eljött a tavasz. Dráma; Szépirodalmi, Bp., 1969
- Szemtől szembe (novella, 1970)
- A tizedes meg a többiek / Kedd, szerda, csütörtök; Szépirodalmi, Bp., 1969 (A Magvető és a Szépirodalmi Könyvkiadó zsebkönyvtára)
- A királylány zsámolya; s.n., Bp., 1974 (Kozmosz könyvek)
- Ősztől tavaszig / Eljött a tavasz / Holnap folytatjuk / Szélvihar; Szépirodalmi, Bp., 1974
- A tizedes meg a többiek / Elbeszélések / Kedd, szerda, csütörtök; Magvető–Szépirodalmi, Bp., 1975 (30 év)
- Hatalom nélkül. Regény; Szépirodalmi, Bp., 1979
- Váratlan hangverseny; vál. Tóth Gyula; Zrínyi, Bp., 1987

## Díjai, elismerései
- József Attila-díj (1952, 1954)
- A Munka Érdemrend arany fokozata (1954, 1970)
- Fegyverrel a Hazáért (1954)
- Szolgálati Érdemrend (1954)
- Munka Érdemrend (1956)
- Kossuth-díj (1959)
- SZOT-díj (1964)
- A Haza Szolgálatában (1969)
- A Munka Érdemrend arany fokozata (1970)
- A Magyar Népköztársaság Zászlórendje (1975)
- Szocialista Magyarországért Érdemrend (1977)